# 瑞典乙組足球聯賽
瑞典乙組足球聯賽（Swedish Division 2），是瑞典足球联赛系统的第 4 級別，僅次於瑞典足球甲級聯賽。瑞典足球乙級聯賽創建於2006年，共有84支球隊參加比賽。聯賽在1928年至1986年期間具有官方第二級別的地位，但在1987年被瑞典甲組聯賽取代，在2005年前獲得官方第三級的地位，但在2006年再由重建的瑞甲取代。